# Svetlogorsk (Kaliningradská oblast)
Svetlogorsk (rusky Светлогорск, dříve německy Swetlogorsk, polsky Swietłogorsk, litevsky Svetlogorskas) je město v Kaliningradské oblasti Ruské federace. Město je jedním z nejvýznamnějších lázeňských letovisek v Rusku. V roce 2021 v něm žilo přes šestnáct tisíc obyvatel.

## Poloha a doprava
Svetlogorsk leží na severním okraji Sambijského poloostrova na pobřeží Baltského moře. Od Kaliningradu, správního střediska oblasti, je vzdálen přibližně 35 kilometrů severozápadně.

## Dějiny
Původně rybářskou osadu Ruse-moter založil v roce 1258 pruský kmen Sambů. Název v pruštině znamená místo vyhloubené působením vody. Ve 13. století obsadil celou oblast Řád německých rytířů a postupně došlo ke zkomolení jména přes Rawschen a Rawssche na Rauschen, znamenající v němčině šustit. Němečtí kolonisté dali místu nový impuls k rozvoji. Přehradili místní potok a postavili mlýn. Postupem času se stal místní mlýn jedním z největších v Sambii a zaměstnával velkou část místních obyvatel. Se začátkem 19. století přišel i rozvoj turismu a místo se stalo velice oblíbené nejen mezi německou šlechtou. V roce 1820 získalo oficiální status lázeňského města a v roce 1840 ho navštívil pruský král Fridrich Vilém IV. Na železniční dráhu z Königsbergu (dnešní Kaliningrad) bylo napojeno v roce 1900, což popularitu letoviska u obyvatel Königsbergu ještě posílilo. Před první světovou válkou byla vybudována lanovka, která spojila pláž se samotným městečkem, hipodrom a dřevěná promenáda na pláži. Ve vrcholné sezóně bylo otevřeno na 20 hotelů a penzionů, které byly schopny pojmout na 3 000 rekreantů. Mezi známé osobnosti, které zde strávili čas patří např. skladatel Otto Nicolai, filozof Wilhelm von Humboldt či spisovatel Thomas Mann.
Během druhé světové války bylo město ušetřeno válečnému běsnění, a je tak jedno z mála míst v Kaliningradské oblasti, kde lze narazit na původní architekturu. Rudá armáda obsadila Rauschen 14. dubna 1945. Po válce oblast připadla SSSR, veškeré německé obyvatelstvo bylo odsunuto a jméno se v roce 1947 změnilo na Svetlogorsk. Do města se nastěhovali převážně Rusové. Do poloviny 60. let byl turismus výrazně omezen kvůli nařízení o omezení přístupu do oblasti. V roce 1972 došlo v Svetlogorsku k leteckému neštěstí, kdy se vojenské letadlo Antonov An-24 zřítilo na místní školku. Výsledkem bylo 35 mrtvých z toho 24 dětí.
Po rozpadu SSSR v roce 1991 se město stalo součástí Kaliningradské oblasti jako ruská exkláva. Došlo k opětovnému rozvoji turismu. Byla zprovozněna lanovka a otevřeno muzeum vystavující sochy německého sochaře Hermanna Bracherta. V roce 1999 přiřkla ruská vláda městu status letoviska federálního významu. Byla otevřeno vojenské sanatorium, pravidelně se tu konají dětské zdravotní tábory a vyrostlo spoustu nový hotelů a penzionů. Nové divadlo bylo otevřeno v roce 2015. Město je Rusku považováno za Soči severu a ročně ho navštíví okolo 70 000 turistů.

## Obyvatelstvo

### Vývoj obyvatelstva v průběhu doby
| Rok       | 1933  | 1939  | 1959  | 1970  | 1979  | 1989   | 2002   | 2010   | 2021   |
| Obyvatelé | 2 178 | 2 544 | 6 726 | 7 797 | 9 982 | 11 881 | 10 950 | 10 772 | 16 099 |

### Etnické složení obyvatelstva
Při sčítání lidu v roce 2010 bylo etnické složení v městě následující:
| - 88,9 % Rusové - 3,6 % Bělorusové - 3,2 % Ukrajinci - 0,5 % Litevci - 0,4 % Arméni |  | - 0,4 % Tataři - 0,4 % Němci - 0,2 % Poláci - 2,4 % ostatní |

## Galerie

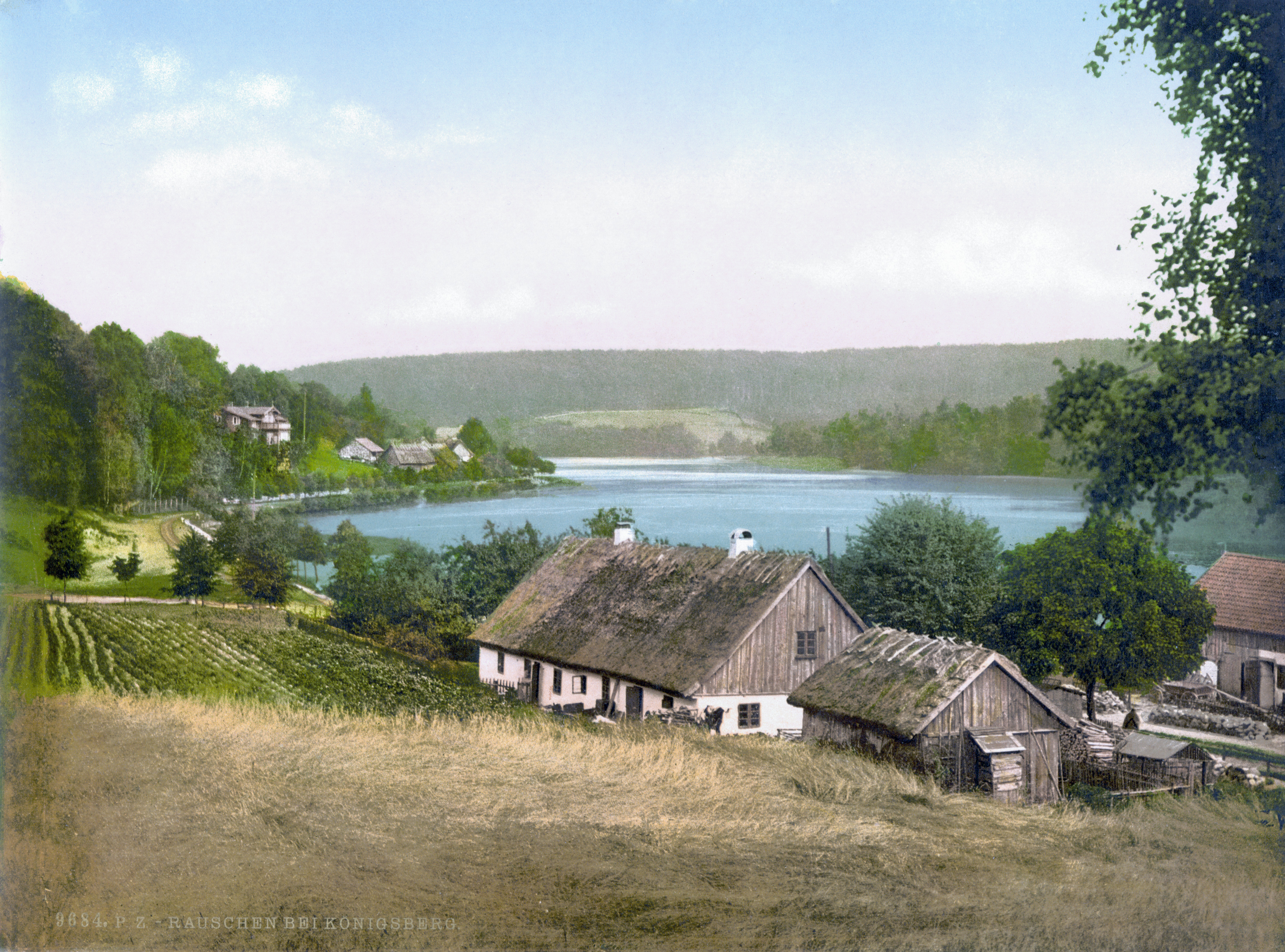
Rauschen v roce 1900
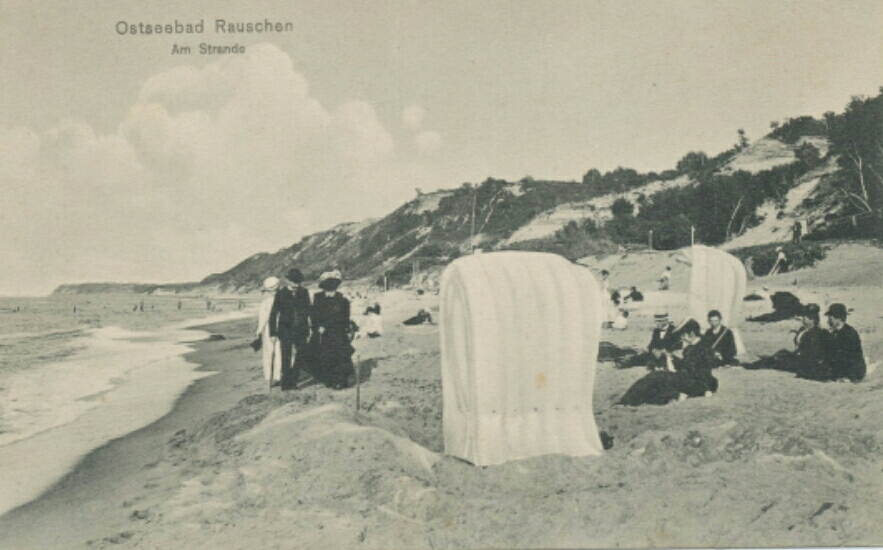
Pohlednice z Rauschen
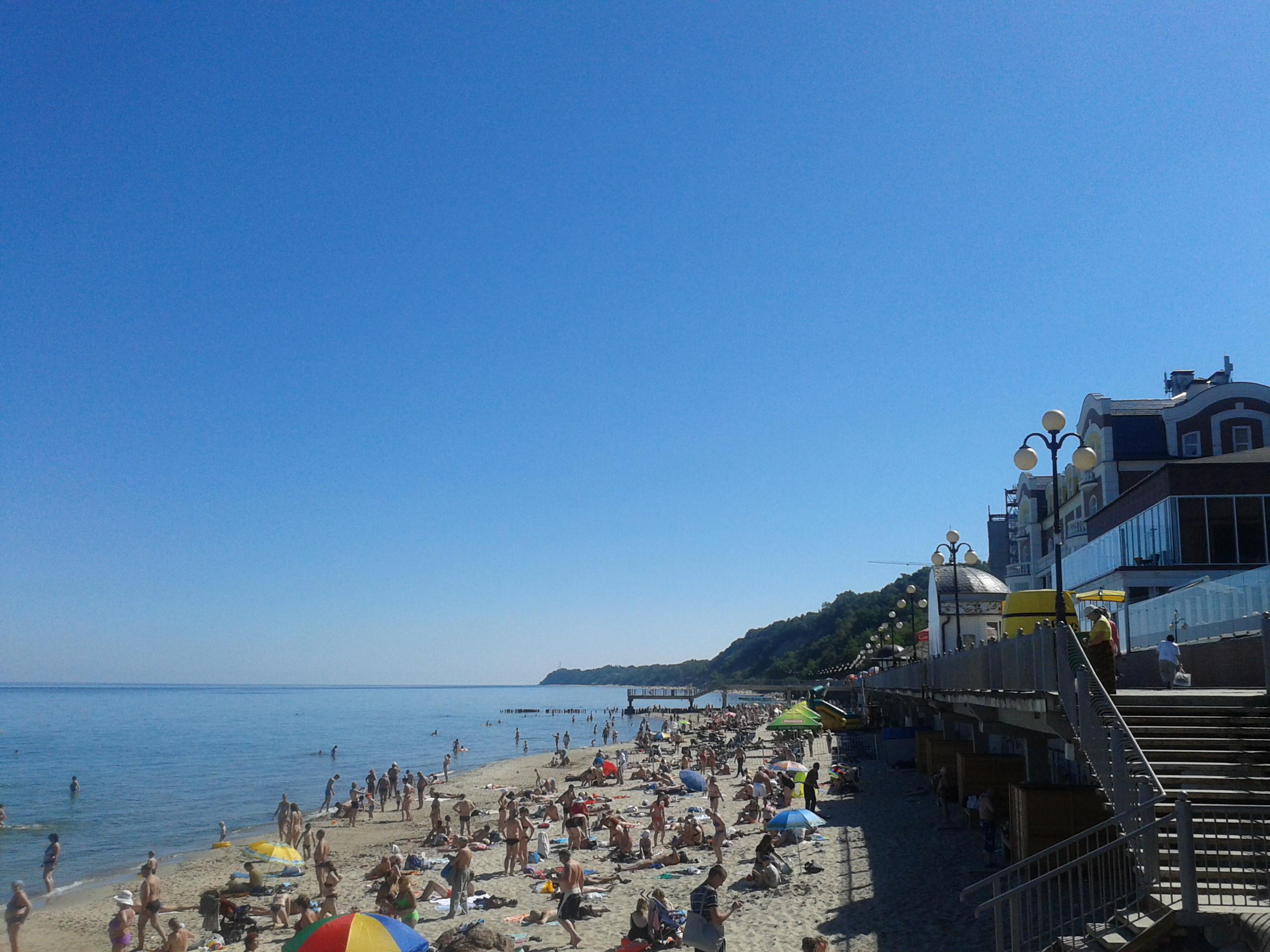
Místní pláž
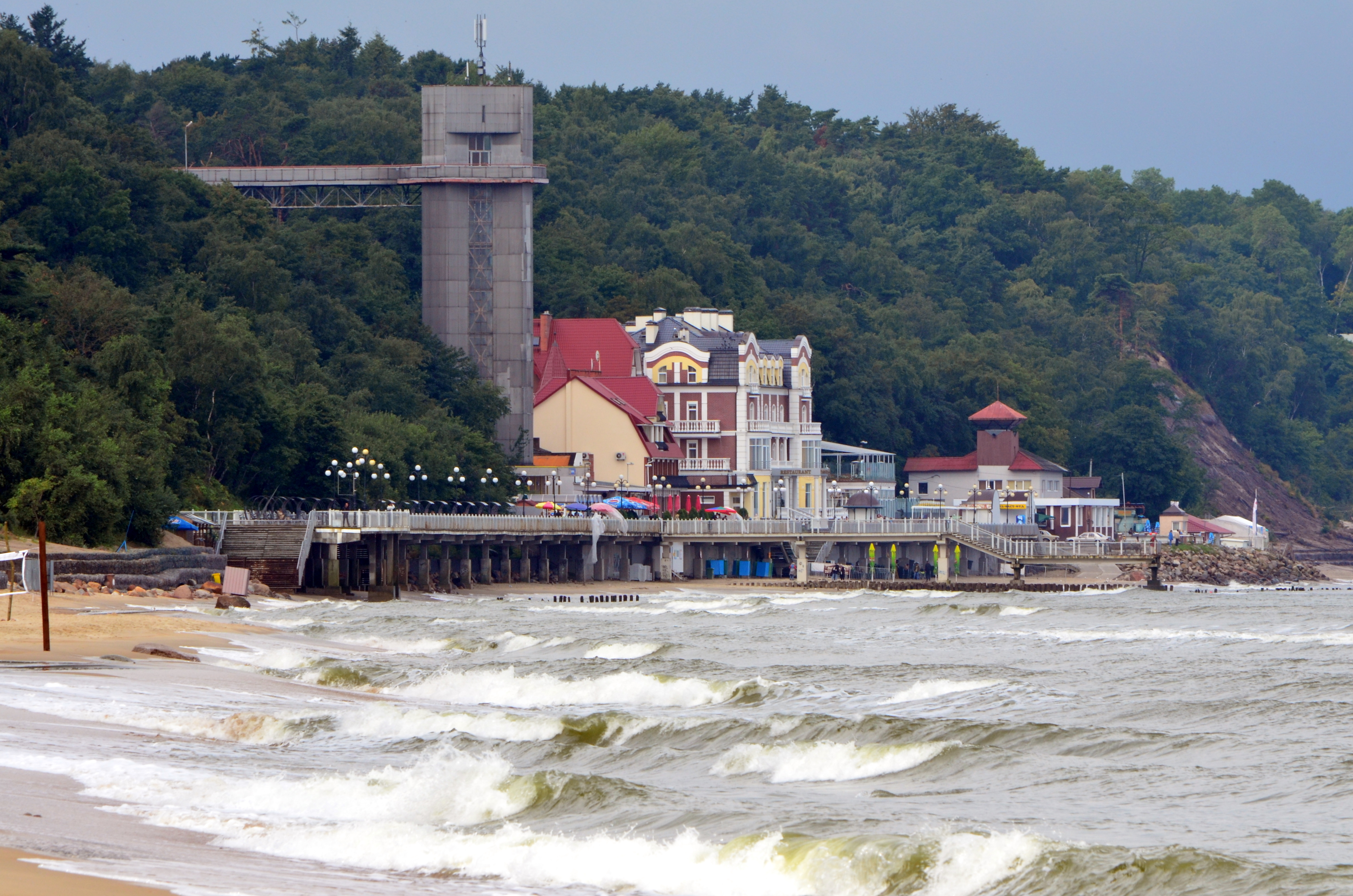
Pobřeží Svetlogorsku
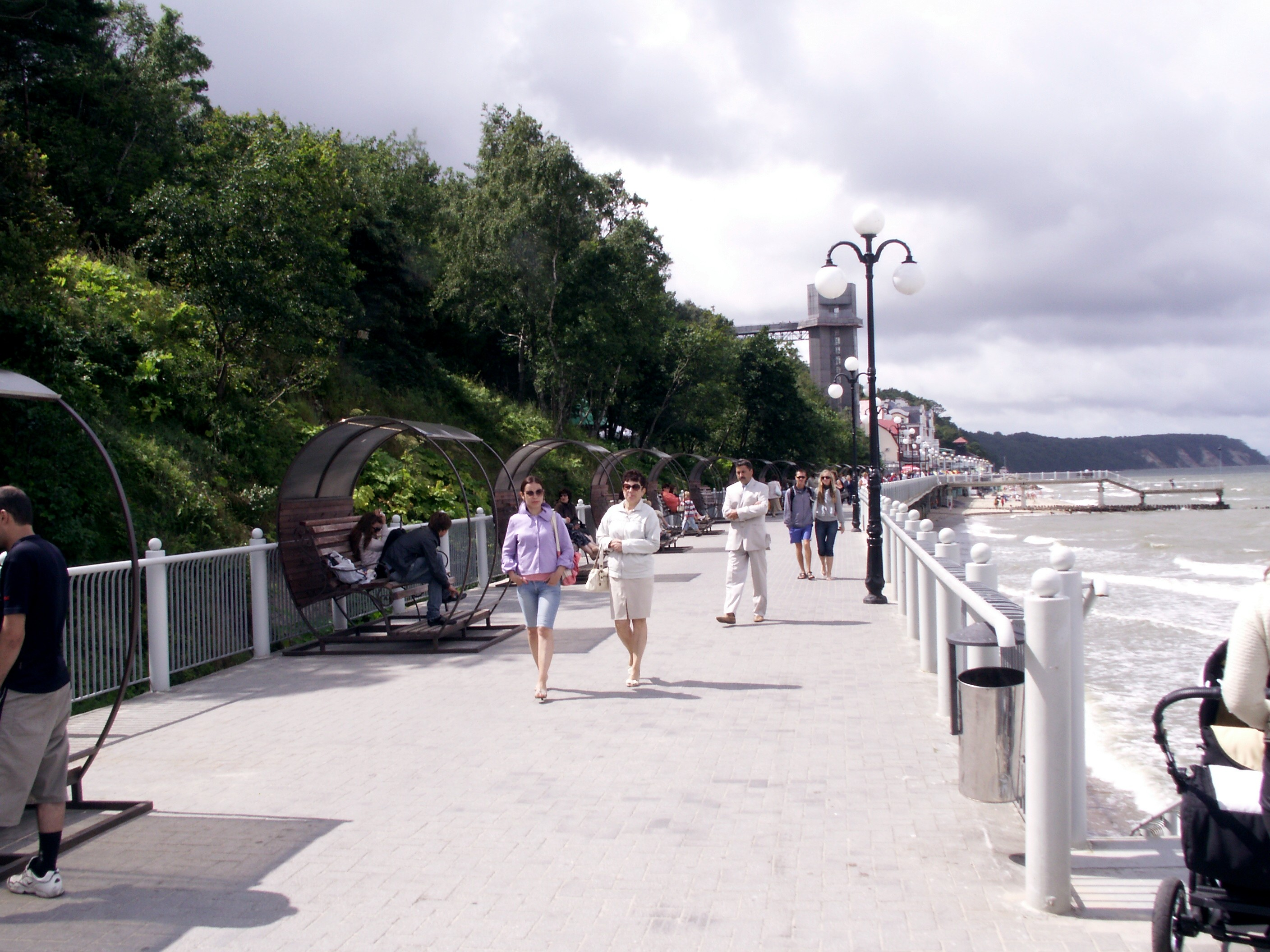
Promenáda
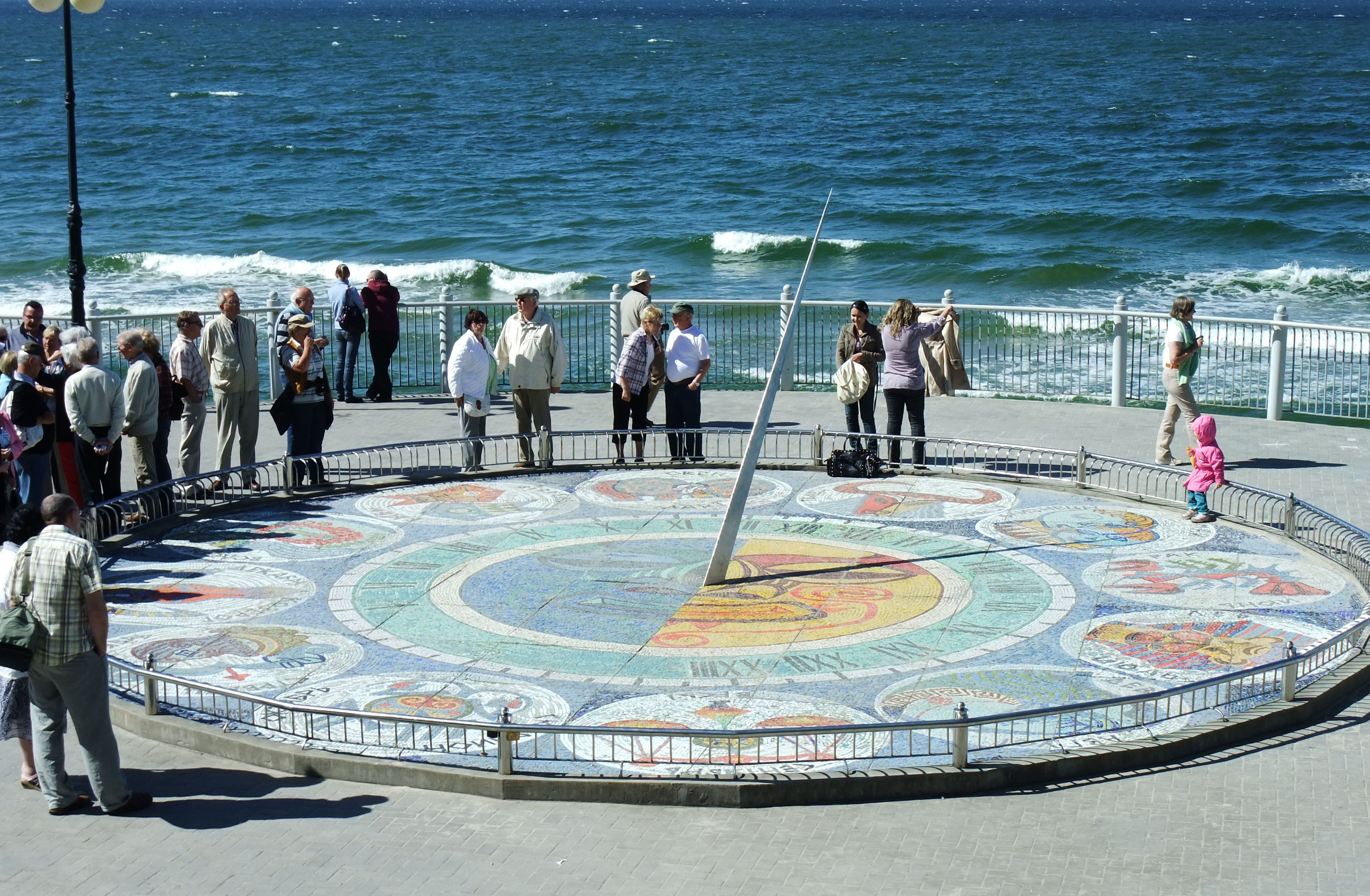
Sluneční hodiny
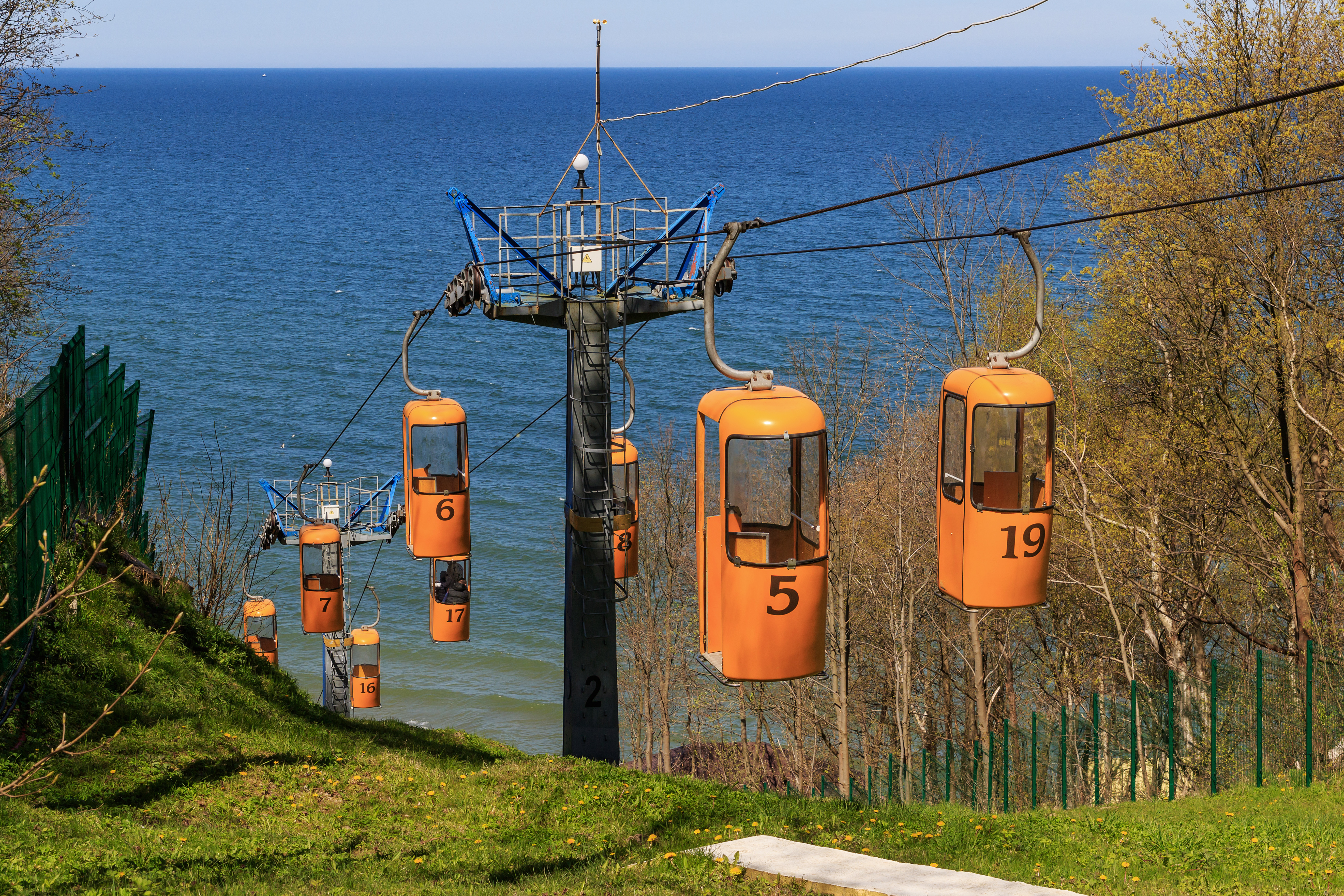
Lanovka
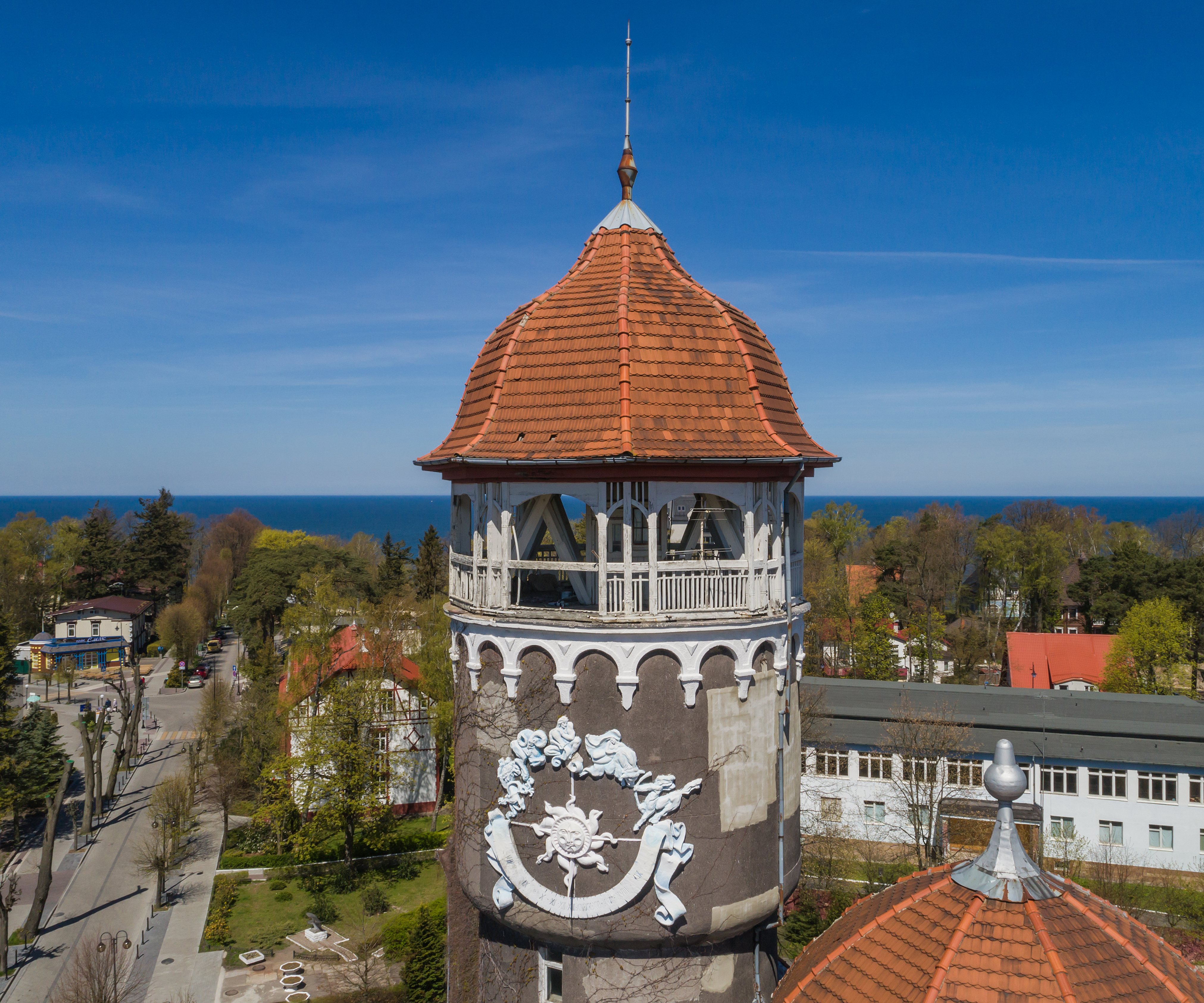
Vodárenská věž, symbol města
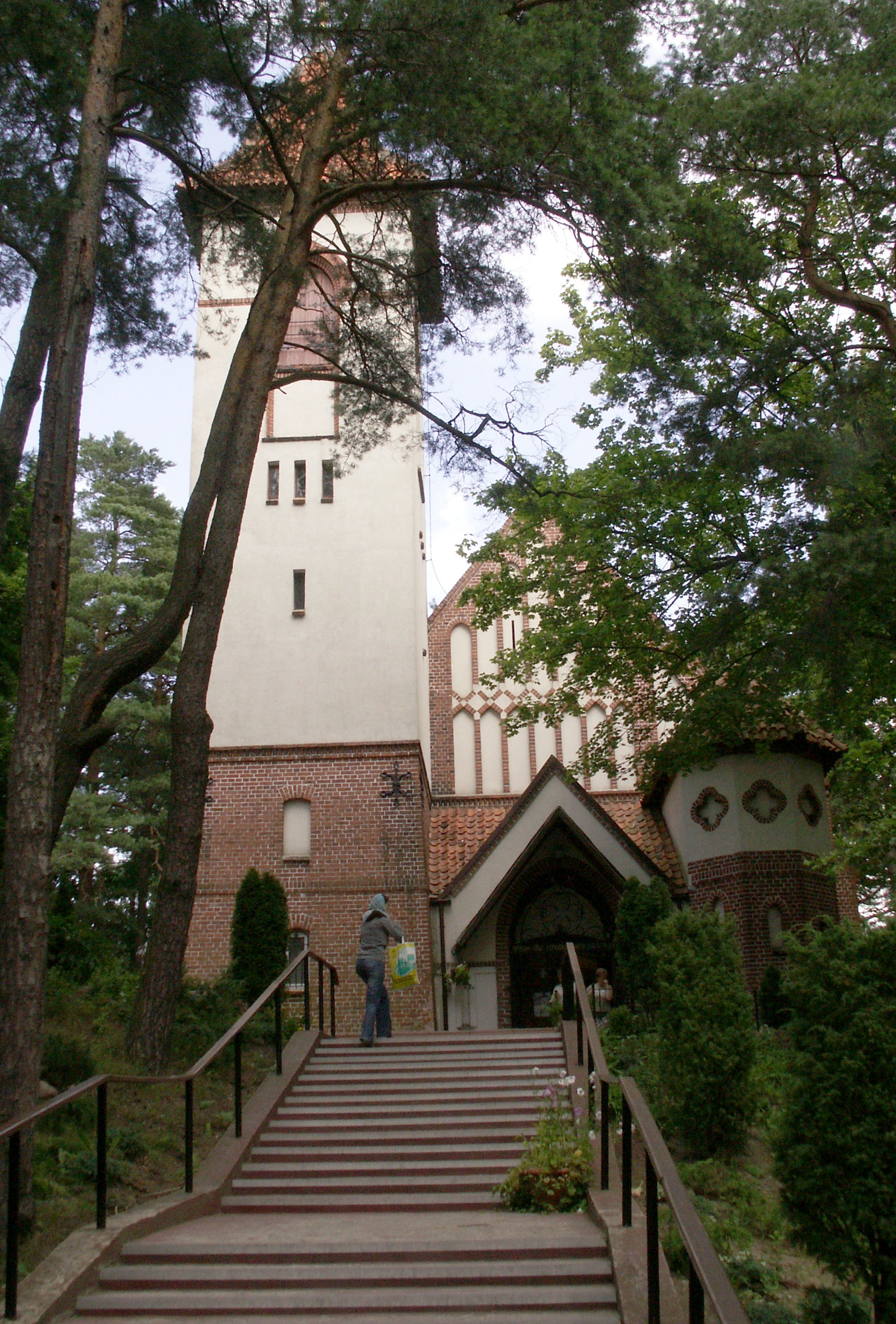
Bývalý protestantský kostel z roku 1903
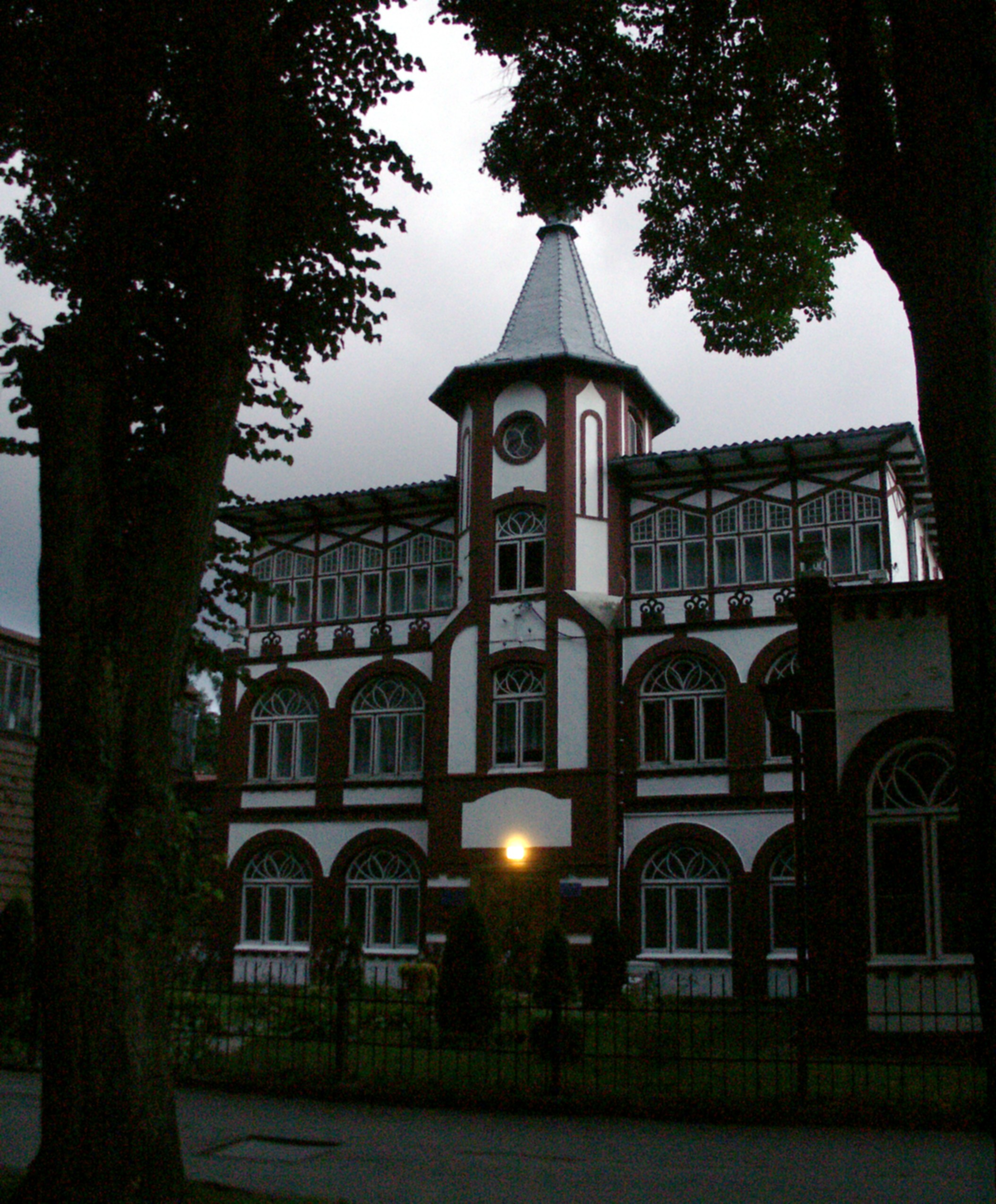
Budova vojenského sanatoria
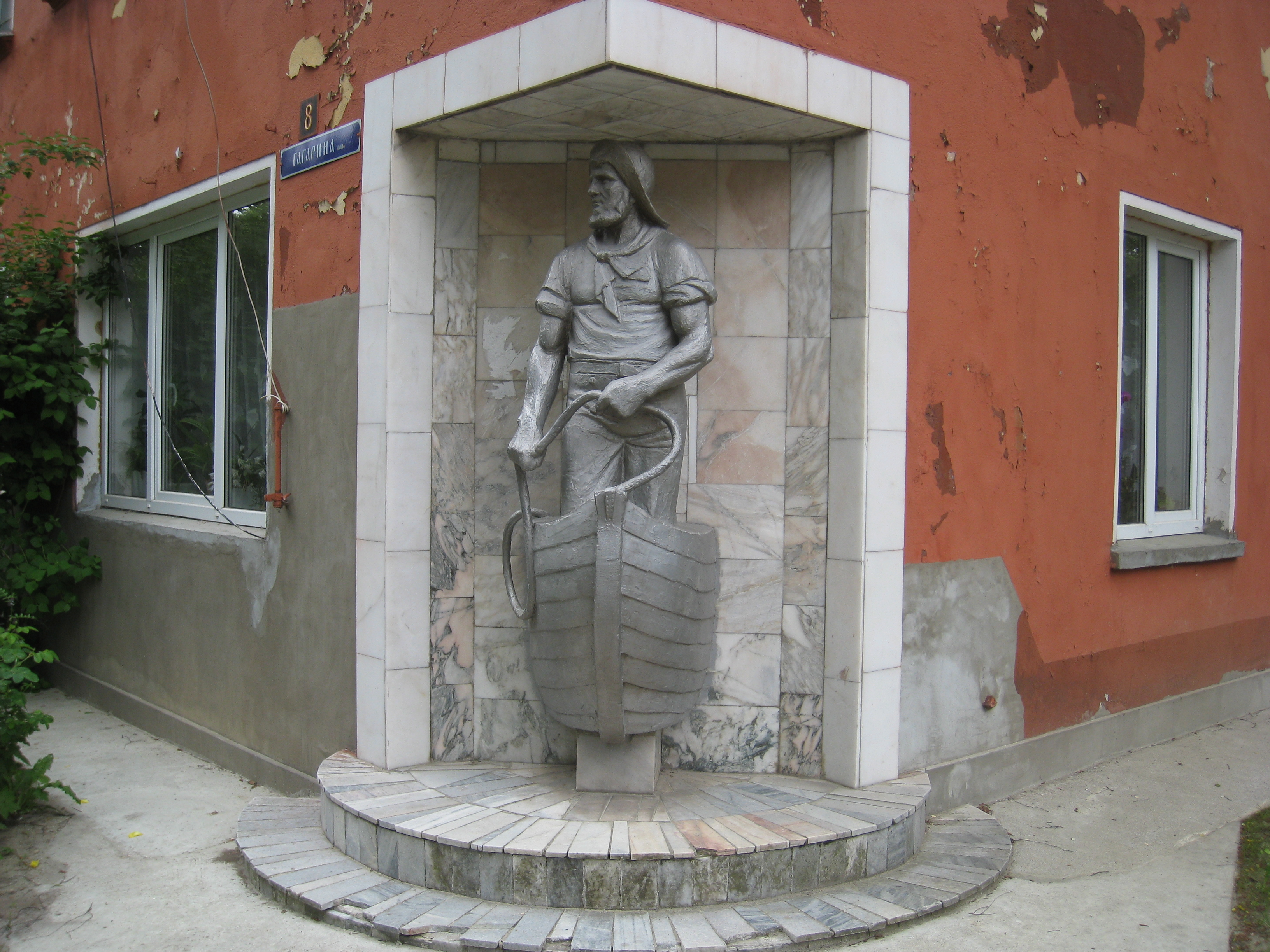
Roh budovy v Gagarinově ulici
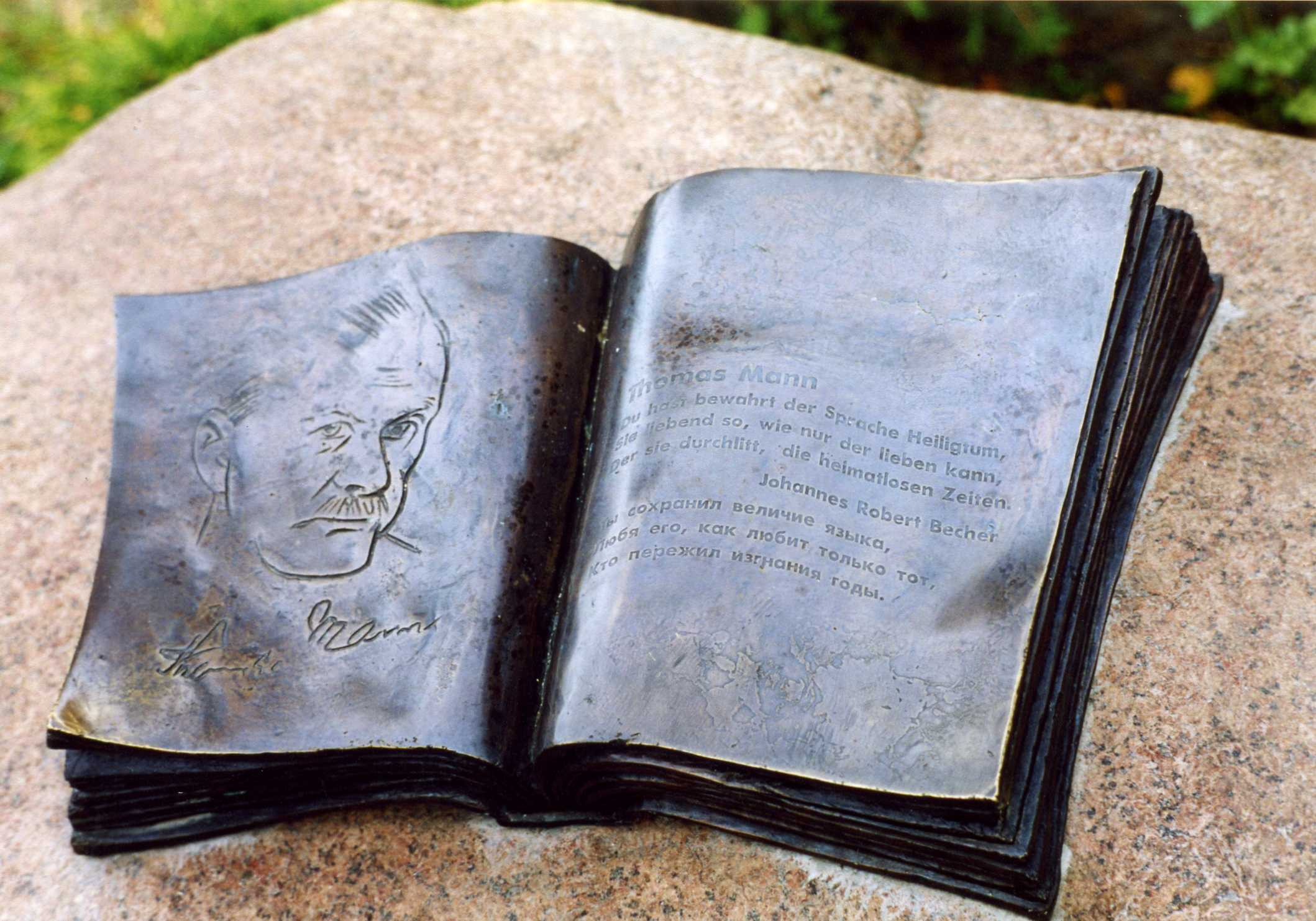
Památník Thomase Manna